# Mister Hyde
Mister Hyde (Calvin Zabo), é um vilão do Universo Marvel, inimigo do Thor, Demolidor e do Homem Aranha, baseado no personagem de mesmo nome, de um livro de Robert Louis Stevenson, chamado O Médico e o Monstro. O personagem foi criado pelo escritor Stan Lee e o desenhista Don Heck. Sua primeira aparição nos quadrinhos se deu em Journey Into Mystery #99.

## História
Calvin Zabo é um médico aproveitador, conhecido por ser demitido rapidamente de seus empregos e de aplicar golpes em seus colegas. Como sempre foi fascinado pelo efeito dos hormônios no organismo humano, e seu livro predileto era a obra-prima de Stevenson, sempre quis descobrir qual era a fórmula que ocasionava mutações forçadas nos seres humanos, e os golpes lhe garantiam dinheiro suficiente para descobrir qual era. Certo dia, resolve aplicar um golpe em Donald Blake (identidade secreta de Thor), que o expulsa de seu consultório, devido à sua má conduta e falta de ética profissional. Irado, ele jurou vingança. Acabou por ser bem-sucedido em seu nefasto plano, e finalmente testou a fórmula. O composto químico causou vários efeitos em seu organismo, deformando sua pele, retardando seu vasto conhecimento e aumentando consideravelmente a sua força. Resolveu, então, ir até o consultório de Blake, e fazer refém sua enfermeira, Jane Foster. Quando Blake chega lá, é empurrado da janela pelo vilão. Porém, ele consegue tocar o seu cajado na parede, transformando-se em Thor. Enquanto isso, Jane pensa que ele morreu e desmaia, mas Thor volta e diz que Donald está bem. Ao ter as informações sobre o bandido, ele sai em seu encalço. Porém, Hyde está disfarçado de Thor, cometendo crimes. Surpresos, os cidadãos de Nova York chamam a Polícia, que, por sua vez, chamam as autoridades federais. Porém, quando o verdadeiro Thor aparece, o povo começa a desprezá-lo. Sem saber o que acontecia, Thor voltou à forma humana e convidou Jane para um jantar, que se realizaria durante a noite. Então, quando o casal jantava, Zabo, que havia escutado a conversa dos dois, e portanto sabia do jantar, apareceu, e levou-os como prisioneiros para sua casa, que ficava numa distante colina. Chegando lá, tirou o cajado de perto de Donald e o amarrou a um mastro. Colocou uma bomba-relógio para explodir em 24 horas, o que mataria o médico, e isso daria tempo para Zabo executar seu plano principal: roubar um imenso submarino. Porém Donald consegue alcançar o seu cajado e se transformar no Deus do Trovão, indo atrás de Calvin. Ao ordenar que haja uma tempestade, ele foge.
Zabo está atualmente vivo, mas foi cegado em Homem-Aranha #78 (2007).

## Aliados & Inimigos
Após sua segunda aparição, Mister Hyde aliou-se a vários vilões, como Batroc, Cobra, Loki e outros. De contrapartida, lutou contra o Thor, Homem Aranha, Demolidor, Capitão América, Falcão, Vingadores e outros.

## Realidades Alternativas

### Era do Apocalipse
Nessa realidade, Zabo é um homem que vive em cemitérios, atacando qualquer um que atravesse seu território.

## Poderes e Habilidades
Quando está em sua forma humana, Calvin é um homem inteligente e ambicioso, porém quando toma o composto químico que lhe confere poderes sua inteligência some parcialmente, mas sua força é ampliada, e sua aparência se deforma.

## Outras Mídias
Na série de TV Agents of S.H.I.E.L.D. é interpretado por Kyle MacLachlan que é pai de Skye/Daisy Johnson e seu maior desejo é poder rever sua filha que fora separado dele ainda quando criança. Porém ele possui um temperamento bastante instável e mata a quem se põe no caminho entre ele e sua querida Daisy. Ao longo da segunda temporada ele passa por alianças com a Hidra e posteriormente com os Inumanos liderados por Jiaying, que uma vez fora sua esposa e mãe de Daisy, e é revelado ao final desta a fórmula que ele produzira para se tornar o vilão Mr. Hyde, onde em um acordo com Coulson tem suas memórias alteradas pelo programa T.A.H.I.T.I.